# Station Isernhagen
Station Isernhagen (Bahnhof Isernhagen) is een spoorwegstation in de Duitse plaats Hohenhorster Bauerschaft in de deelstaat Nedersaksen. Het station ligt aan de spoorlijn Hannover - Celle. Het station is niet vernoemd naar de plaatsnaam Hohenhorster Bauerschaft, maar naar de gemeentenaam Isernhagen. Deze gemeente bestaat uit zeven dorpen, waaronder vier buurtschappen (Bauerschaft). 

## Indeling
Het station heeft twee zijperrons, die niet overkapt zijn, maar zijn voorzien van abri's. De perrons zijn onderling verbonden met een onderdoorgang. Doordat de spoorlijn hier verhoogd ligt, zijn de perrons te bereiken langs een hellingbaan. De baanvaksnelheid is op de spoorlijn 200 km/h, waardoor een deel van de perrons afgestreept is in verband met de veiligheid. Rondom het station zijn er fietsenstallingen en een parkeerterrein. Het station heeft ook nog een stationsgebouw, maar dat wordt niet meer als dusdanig gebruikt.

## Verbindingen
Het station wordt bediend door treinen van metronom. De volgende treinserie doet het station Isernhagen aan:
| Serie | Treinsoort                  | Route | Bijzonderheden |
| ----- | --------------------------- | --- | -------------- |
| RE 2  | Regional-Express (metronom) | Uelzen – Celle – Isernhagen – Hannover Hbf – Nordstemmen – Elze (Han) – Alfeld (Leine) – Kreiensen – Northeim (Han) – Göttingen |                |